# Повстання на Ред-Рівер

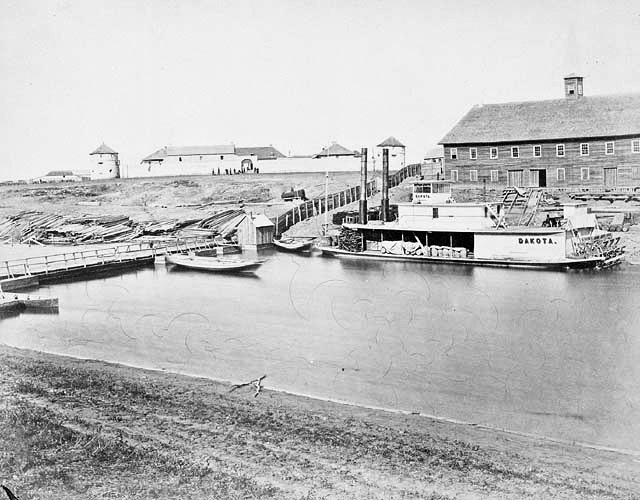
Форт Гаррі в 1871 році

Повстання на Ред-Рівер — повстання канадських метисів під проводом Луї Ріеля.
До середини XIX століття більшу частину території сучасної Манітоби контролювала Компанія Гудзонової затоки. У той же час її територія безсистемно заселялася мисливцями і колоністами з східноканадських областей, насамперед із франкомовного Квебеку, які активно змішувалися з місцевим індіанським населенням. До часу утворення домініону Канада (1867) в басейні річки Ред-Рівер склалося унікальне фактично самоврядне етнополітичне співтовариство, яке очолив франкомовний метис Луї Ріель.

## Хід повстання
Після утворення Канади важливим напрямком діяльності уряду нової держави було приєднання західних земель. В 1869 році, після довгих і складних переговорів, була розроблена процедура передачі домініону західних територій. Компанія Гудзонової затоки поступилася Канаді монополією на торгівлю на Північно-Західних територіях і права на Землю Принца Руперта (басейн Гудзонової затоки) за 300 тис. фунтів стерлінгів. Однак компанія зберігала за собою більше 45 тис. акрів (18 000 га) землі на Заході. Весь північний захід тимчасово залишався в розпорядженні британського уряду, який мав передати цю територію Канаді після завершення адміністративних формальностей.
З 7000 населення західних територій близько 5000 мешкали в районі Форту-Гаррі на річці Ред-Рівер. Більшість населення становили метиси (нащадки індіанців і білих), хоча сюди перебралися й деякі жителі Онтаріо в очікуванні, що ці землі будуть приєднані до Канади. Тут же проживали нечисленні торговці з міста Сент-Пол, штат Міннесота. Живучи тривалий час на території, що фактично перебувала під владою Компанії Гудзонової затоки, метиси, як англо- так і франкомовні, створили свою особливу культуру і господарство, в основі якого лежало сезонне полювання на бізонів і землеробство. Колонія Ред-Рівер вважала себе новим народом, який вирізняється і від канадців, і від американців, і всіляко чинила опір спробам Оттави включити цей район до складу домініону без згоди місцевого населення. Опір очолив Луї Ріель, метис французького походження. Коли Макдональд призначив в колонію Ред-Рівер губернатора, метиси не дозволили йому вступити на свою територію. Ріель зібрав національний конвент метисів, який виробив «Перелік прав» для передачі центральному канадському уряду в Оттаві та утворив тимчасовий уряд, уповноважений вести переговори про входження до федерації. Деякі переселенці з Онтаріо виступили зі зброєю проти цієї політики; у відповідь на це Ріель стратив найбільш непримиренного з них — Томаса Скотта.
Дії Ріеля викликали бурхливу і неоднозначну реакцію в центральній Канаді. Франко-канадці бачили в ньому захисника французької культури та католицької віри на заході, тоді як англомовні жителі Онтаріо вважали його злочинцем (особливо прихильники Помаранчевого ордену, які непримирно ставилися до будь-якого розширення прав католиків). Макдональд пішов на компроміс, направивши військову експедицію для придушення повстання (після того, як воно вже закінчилося) і в той же час задовольнивши більшість вимог, що виставлялися повстанцями. В 1870 році канадським парламентом був прийнятий Закон про Манітобу, що проголошував створення нової провінції (а не території) Манітоба, що включала басейн річки Ред-Рівер. У провінції встановлювався рівний статус для французької та англійської мов і передбачалося заснування шкіл для католиків і протестантів. Метисам Манітоби виділялася як разове пожалування земля (всього 1,4 млн акрів), і за ними визнавалося право на ділянки, які вони займали до розмежування.